# Ceratostylis phaeochlamys
Ceratostylis phaeochlamys är en orkidéart som beskrevs av Rudolf Schlechter. Ceratostylis phaeochlamys ingår i släktet Ceratostylis och familjen orkidéer. Inga underarter finns listade i Catalogue of Life.